# Mignet HM-293
Le HM-293 est un appareil (ULM ou CNRA), dérivé du HM-290 lui-même descendant du HM-280 (qui était conçu pour l'armée), dessiné par Henri Mignet.

## Histoire
Dans les années 1990, un constructeur amateur, Rodolphe Grunberg, construit un HM-293 avec les conseils de Pierre Mignet (fils d'Henri Mignet). Cet appareil fut l'objet d'un article dans Ailes Magazine et Mr Grunberg reçut beaucoup de courriers de la part d'amateurs désireux de construire le même. Avec l'accord de Pierre Mignet il établit une brochure et des plans qui relancèrent la construction amateur de cet appareil.
Rodolphe Grunberg établit aussi un bulletin de liaison des amateurs de HM 293 L'Amateur Formule Mignet qui permit aux amateurs de communiquer sur les astuces de construction.

## Postérité
Aujourd'hui, les plans du HM 293 sont disponibles gratuitement sur le site Pou-Guide. 

## Photo

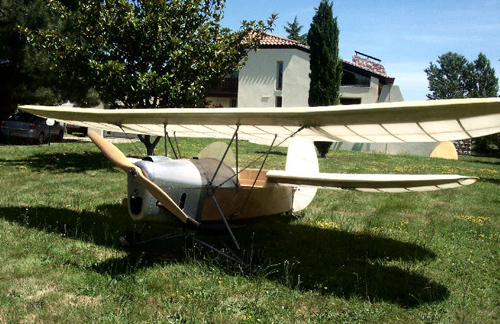
HM 293 de Rodolphe Grunberg